# Premio Louisa Gross Horwitz
El premio Louisa Gross Horwitz en Biología y Bioquímica (del inglés: Louisa Gross Horwitz Prize) es un premio anual otorgado por la Universidad de Columbia a un investigador o grupo de estudiosos que hayan hecho una contribución sobresaliente en la investigación básica en los campos de la biología o la bioquímica.
El premio fue establecido en el legado de S. Gross Horwitz  para honrar a su madre. En 1967 fue otorgado por primera vez.
De los 93 beneficiarios del Premio hasta 2011, 43 (casi el 47%) ganaron el Premio Nobel: 31 el Premio Nobel de Medicina y 12 el de Premio Nobel de Química. Por esto es considerado como uno de los precursores importantes de la futura entrega del Premio Nobel.

## Distinguidos con el premio Louisa Gross Horwitz
(Nota: al lado de la medalla de Premio Nobel, Q=Quimíca y M = Fisiología o Medicina)
- 1967 - Luis Leloir ( Q, 1970)
- 1968 - Har Gobind Khorana ( M, 1968), Marshall Warren Nirenberg ( M, 1968)
- 1969 - Max Delbrück ( M, 1969), Salvador Edward Luria ( M, 1969)
- 1970 - Albert Claude ( M, 1974), George Palade ( M, 1974), Keith R. Porter
- 1971 - Hugh Huxley
- 1972 - Stephen W. Kuffler
- 1973 - Renato Dulbecco ( M, 1973), Harry Eagle, Theodore T. Puck
- 1974 - Boris Ephrussi
- 1975 - K. Sune D. Bergstrom ( M, 1982), Bengt Samuelsson ( M, 1982)
- 1976 - Seymour Benzer, Charles Yanofsky
- 1977 - Michael Heidelberger, Elvin A. Kabat, Henry G. Kunkel
- 1978 - David Hunter Hubel ( M, 1981), Vernon Mountcastle, Torsten Wiesel ( M, 1981)
- 1979 - Walter Gilbert ( Q, 1980) , Frederick Sanger ( Q, 1980)
- 1980 - Cesar Milstein ( M, 1984)
- 1981 - Aaron Klug ( Q, 1982)
- 1982 - Barbara McClintock ( M, 1983), Susumu Tonegawa ( M, 1983)
- 1983 - Stanley Cohen ( M, 1986), Viktor Hamburger, Rita Levi-Montalcini ( M, 1986)
- 1984 - Michael S. Brown ( M, 1985), Joseph L. Goldstein ( M, 1985)
- 1985 - Donald D. Brown, Mark Ptashne
- 1986 - Erwin Neher ( M, 1991), Bert Sakmann ( M, 1991)
- 1987 - Günter Blobel ( M, 1999)
- 1988 - Thomas Robert Cech ( Q, 1989) , Phillip Allen Sharp
- 1989 - Alfred G. Gilman ( M, 1994), Edwin G. Krebs ( M, 1994)
- 1990 - Stephen Harrison, Michael G. Rossmann, Don C. Wiley
- 1991 - Richard R. Ernst ( Q, 1991), Kurt Wüthrich ( Q, 2001)
- 1992 - Christiane Nüsslein-Volhard ( M, 1995), Edward B. Lewis ( M, 1995)
- 1993 - Nicole Le Douarin, Donald Metcalf
- 1994 - Philippa Marrack, John W. Kappler
- 1995 - Leland H. Hartwell ( M, 2001)
- 1996 - Clay M. Armstrong, Bertil Hille
- 1997 - Stanley B. Prusiner ( M, 1997)
- 1998 - Arnold J. Levine, Bert Vogelstein
- 1999 - Pierre Chambon, Robert Roeder, Robert Tjian
- 2000 - H. Robert Horvitz ( M, 2002), Stanley J. Korsmeyer
- 2001 - Avram Hershko ( Q, 2004), Alexander Varshavsky
- 2002 - James E. Rothman ( M, 2013), Randy W. Schekman ( M, 2013)
- 2003 - Roderick MacKinnon ( Q, 2003)
- 2004 - Tony Hunter, Tony Pawson
- 2005 - Ada Yonath ( Q, 2009)
- 2006 - Roger D. Kornberg ( Q, 2006)
- 2007 - Joseph G. Gall, Elizabeth H. Blackburn ( M, 2009), Carol W. Greider ( M, 2009)
- 2008 - Franz-Ulrich Hartl, Arthur Horwich, Premio Honorario Horwitz a Rosalind Franklin
- 2009 - Victor R. Ambros, Gary Ruvkun
- 2010 - Thomas J. Kelly, Bruce Stillman
- 2011 - Jeffrey C. Hall, Michael Rosbash, Michael W. Young
- 2012 - Richard Losick, Joe Lutkenhaus y Lucy Shapiro
- 2013 - Edvard I. Moser, May-Britt Moser, John O'Keefe
- 2014 - James P. Allison
- 2015 - S. Lawrence Zipursky
- 2016 - Howard Cedar , Aharon Razin y Gary Felsenfeld
- 2017 - Jeffrey I. Gordon
- 2018 - Pierre Chambon , Ronald M. Evans , Bert O'Malley
- 2019 - Lewis C. Cantley , David M. Sabatini , Peter K. Vogt
- 2020 - Robert Fettiplace , James Hudspeth y Christine Petit[3]